# Manchester Mark 1

Manchester Mark 1

Manchester Mark 1 (у перекладі українською — «[Прототип] номер один, манчестерський», скор. Mk. 1) або Manchester Automatic Digital Machine чи MADM (у перекладі — «Манчестерська автоматична цифрова машина») — один з перших повністю електронних комп'ютерів із зберіганням в оперативній пам'яті програми, що практично реалізувало архітектуру фон Неймана. Проект був санкціонований Міністерством оборони Великої Британії й фінансувався Міністерством постачання з Державного бюджету країни для використання в рамках ядерної програми Великої Британії. Ця машина була першою ЕОМ у світі, у якій використовувався у ролі носія інформації магнітний барабан.

## Історична довідка
Можливість практичної реалізації комп'ютера архітектури фон Неймана у значній мірі обумовлювалась можливостями використання відповідної оперативної пам'яті. Манчестерська мала експериментальна машина (SSEM) Університету Манчестера була першою у світі ЕОМ, що зберігала програму у пам'яті. Машина, у якій роль оперативної пам'яті виконували електронно-променеві трубки Вільямса, продемонструвала ефективність такого підходу одразу ж після запуску першої програми у липні 1948. До цього часу електронні комп'ютери програмувались шляхом зміни конфігурації кабелів чи крос-панелей. Наприклад, перепрограмування ЕОМ ENIAC могло тривати декілька днів. Комп'ютери, що зберігали інструкції у пам'яті розроблялись та досліджувались й іншими науковцями, а саме: Pilot ACE у Національній фізичній лабораторії (Велика Британія), EDSAC в Кембриджському університеті та EDVAC в американських збройних силах. SSEM і Mark 1 відрізнялись від інших ЕОМ того часу застосуванням трубок Вільямса а не пам'яті на ртутних трубках.
Комп'ютер Manchester Mark 1 в Манчестерському університеті було створено одразу за SSEM і запущено у роботу до квітня 1949 року, а вже до початку літа співробітники університету використовували новий комп'ютер для різноманітних обчислень. У ніч 16—17 липня 1949 року Mark 1, визначаючи послідовність чисел Мерсенна, вперше пропрацював безперервно 9 годин без жодної помилки.
До жовтня 1949 року був значною мірою перероблений; отримав пристрої для читання і запису перфострічки, а також можливість вводу-виводу з магнітного барабана під час роботи програми (у первісного квітневого варіанту машини, для читання з барабану оператору потрібно було зупинити виконання програми і вручну, за допомогою приладової панелі, пересилати дані з барабана у пам'ять комп'ютера).
Як і попередній комп'ютер Університету Манчестера (SSEM), Mark 1 використовував пам'ять на основі електронно-променевих трубок Вільямса.
В кінці 1950 року університетський Mark 1 було розібрано і у 1951 його місце зайняв наступник — перший у світі комерційний комп'ютер Ferranti Mark 1.
Наступною у серії електронних обчислювальних машин Манчестерського університету була запущена у роботу в травні 1954 року модель «MEG» (від англ. Megacycle Engine), що працювала уже з числами з плаваючою комою, оснащувалась оперативною пам'яттю на магнітних осердях (замість трубок Вільямса) і яка стала прототипом для створення серійної комерційної моделі «Mercury».

## Операційно-технічні характеристики
- Обладнання у приміщення мало протяжність близько 17 метрів у довжину
- Було використано 4050 тисяч електровакуумних ламп
- У роботі обладнання брало участь приблизно 3 тисячі електромеханічних реле
- Оперативна пам'ять вміщала 96 40-бітних слів (4 трубки Вільямса)
- Магнітний барабан мав місткість 1024—4096 40-бітних слів
- Процесор міг виконувати 30 інструкцій (26 у квітневому варіанті), мав акумуляторну архітектуру, час виконання однієї інструкції становив 1,8 мс (але дія множення виконувалась значно повільніше залежно від розрядності операндів).
- Споживана потужність 25 кВт.

Mark 1 проводив обчислення з точністю до 23 значущих цифр і при цьому виконував операцію додавання за 3 секунди, а ділення за 12 секунд.